# Radhabinod Pal
Radhabinod Pal (27 de enero de 1886, Kushtia, Raj británico - 10 de enero de 1967) fue un jurista indio-bangladesí, miembro de la Comisión de Derecho Internacional de las Naciones Unidas de 1952 a 1966. Fue uno de los dos únicos jueces asiáticos designados para el Tribunal Penal Militar Internacional para el Lejano Oriente, los "Juicios de Tokio" que trataron los crímenes de guerra japoneses cometidos durante la Segunda Guerra Mundial. De todos los jueces en el tribunal, él fue el único en insistir en que todos los acusados no eran culpables. Los santuarios Yasukuni y Kyoto Ryozen Gokoku tienen monumentos especialmente dedicados al juez Pal.